# Chamanthedon chrysopasta
Chamanthedon chrysopasta là một loài bướm đêm thuộc họ Sesiidae. Nó được tìm thấy ở Zambia.